# Baides
Baides és un municipi de la província de Guadalajara, a la comunitat autònoma de Castella-La Manxa.

## Personatges il·lustres
- Ángel María Lera (1912-1984), periodista i escriptor